# RT UK
RT UK — бывшее подразделение телеканала RT в Великобритании. Штаб-квартира располагалась в Millbank Tower в Лондоне. Канал запустился 30 октября 2014 года и был лишен лицензии на вещание после 29 расследований британского регулятора Ofcom 18 марта 2022 года. Телеканал по-прежнему доступен онлайн через веб-сервисы.
RT UK освещал события в Великобритании. Канал транслировал программы по четыре часа в день. С понедельника по пятницу в 19:00, 20:00, 21:00 и 10:00 в эфир выходили новости Великобритании. Ведущими новостей на RT UK были Билл Дод и Кейт Партридж.
Ofcom неоднократно сообщал, что RT UK нарушал правила беспристрастного освещения новостей и транслировал "существенно вводящий в заблуждение" контент.

## История

### Запуск телеканала
Канал был запущен 30 октября 2014 года. Ведущий RT Афшин Раттанси заявил, позиция канала заключается в том, чтобы «бросить вызов доминирующим властным структурам в Великобритании, транслируя живые и оригинальные программы с прогрессивным взглядом на Великобританию». Раттанси отметил, что RT транслирует официальную позицию России, особенно по Украине, «но не в Лондоне». Ричард Самбрук, директор Центра журналистики в Кардиффском университете и бывший руководитель отдела глобальных новостей BBC, сказал: «Это неожиданный ход, сосредоточить ресурсы на Великобритании. Это не коммерческий проект, поэтому главная цель должна заключаться в усилении влияния. Речь идёт о мягкой силе Кремля».

### Угрозы закрытия банковских услуг
В октябре 2016 года RT опубликовал письмо от компании NatWest к Russia Today TV UK Ltd, в котором сообщается, что компания намерена прекратить оказание банковских услуг, предоставляемых Royal Bank of Scotland Group. Российское посольство в Лондоне назвало этот шаг «открыто политическим решением», однако британское правительство, которое после финансового кризиса 2008 года стало владельцем большинства акций Royal Bank of Scotland Group, отрицало ответственность за действия банка. В NatWest впоследствии заявили, что отправили письмо одному из поставщиков RT, а не самому каналу, и что компания ещё не приняла решение. В RT заявили, что компания предоставляет услуги именно каналу. Решение NatWest о прекращении банковских услуг было отменено в январе 2017 года.

### События послевторжения России на Украину(2022)
В конце февраля 2022 года, после вторжения России на Украину, ряд британских журналистов RT работающих как в Москве, так и в Лондоне уволились в знак несогласия с освещением событий каналом. 24 февраля Бывший премьер-министр Шотландии Алекс Салмонд приостановил выпуск собственного ток-шоу "The Alex Salmond Show" выходящего на RT, после вызванной критики.
2 марта 2022 года RT UK прекратил цифровое вещание на SD-канале 234, а RT HD прекратил вещание примерно час спустя. На каналах, единственный оператор цифрового телевидения "Freeview", разместил сообщения "услуга недоступна". Тем-же днем оператор Sky удалил канал 511, на котором вещал RT.
После начала вторжения, регулятор Ofcom проверил, не нарушил ли RT правила беспристрастного освещения конфликта. Министр иностранных дел Великобритании Лиз Трасс выступила против предложения Европейского союза запретить вещание канала на территориях всех государств-членов ЕС, поскольку это могло привести к официальному запрету BBC и других британских новостных агентств в России.
18 марта 2022 года Ofcom отозвал у RT лицензию на вещание "с немедленным вступлением в силу", после того, как постановил что канал не был "ответственным вещателем". В частности, регулятор отметил, что из-за новых российских законов телеканал не мог беспристрастно освещать новости о вторжении. На момент вынесения решения Ofcom, было открыто 29 расследований в связи освещением RT вторжения. Постановление касалось только права вещать в Великобритании, способность онлайн-трансляции RT не была затронута. Дмитрий Песков назвал отзыв лицензии у RT UK "продолжающимся антироссийским безумием, которое происходит в Америке и Европе".

## Инциденты и критика

### Отношения с британскими регуляторами (2014-2019)
В преддверии запуска программ в Великобритании в RT заявили, что рекламные объявления канала были отклонены рекламными агентствами страны, поскольку там посчитали их незаконными. Канал опубликовал версии рекламных объявлений на рекламных щитах и на своём сайте со словом «отредактировано», продемонстрировав тем самым протест. В Британском органе по стандартам рекламы заявили, что они не запрещали рекламу и даже не получали по поводу них никаких жалоб.
Британский регулятор вещания Ofcom неоднократно отчитывал RT за пристрастное освещение событий. В июле 2014 года корреспондент RT Сара Фёрт уволилась после пяти лет работы, после освещения катастрофы Boeing 777 в Донецкой области, назвав это "соломинкой, которая сломала спину верблюду". Вскоре после запуска RT UK Ofcom пригрозил каналу санкциями при «дальнейших нарушениях кодекса телевидения».
В сентябре 2015 года Ofcom уличил RT в нарушении правил беспристрастного освещения новостей, а также удовлетворил жалобу BBC к каналу. Утверждения, прозвучавшие в программе RT UK "The Truthseeker" о том, что якобы передача "Panorama" подделала части отчета об атаке с применением химического оружия в Сирии были признаны "существенно вводящими в заблуждение".
В другом эпизоде "The Truthseeker", названном "Геноцид Восточной Украины" было заявлено, что украинское правительство намеренно бомбило мирных жителей, убивало и пытало журналистов, а также распинало младенцев. Украинская армия была обвинена в "этнических чистках" и сравнивалась с нацистами во время Второй мировой войны. Ofcom признал, что трансляция "мало или вообще не имела противовеса или объективности".
В декабре 2018 года Ofcom постановил, что 7 программ транслировавшихся на RT в период с 17 марта по 26 апреля того-же года после отравления Сергея и Юлии Скрипаль в Солсбери нарушили правила беспристрастного освещения событий, канал был оштрафован на 200.000 фунтов, но смог сохранить лицензию на вещание.

### Критика освещения событий (2016-2022)
Обозреватель газеты "Times" Оливер Камм в октябре 2016 года писал: "Для якобы экспертного анализа мировых событий RT обращается к расистам, неонацистам, любителям НЛО, сторонников теории заговора 11 сентября и малоизвестных фантазеров".
Журналист "The Observer" Ник Коэн в ноябре 2014 года заявил, что канал "кормит огромную западную аудиторию, которая хочет верить, что права человека - это обман, а демократия - фикция. Поверьте в это, и вы спросите: какое право мы имеем критиковать Путина? По крайней мере, он честен по-своему".

## Программы
Программы, производившиеся в Лондоне:
- Going Underground (2014-2022)[30].
- Sputnik (2013-2022)[31].
- Keiser Report (2009-2022)[32].
- Sam Delaney’s News Thing (2015-2018)[33].
- The Alex Salmond Show (2017-2022).

Также на RT UK транслировался ряд программ RT International.